# MALS-12
Le Marine Aviation Logistics Squadron 12 (ou MALS-12) est une unité de soutien logistique de l'aviation du Corps des Marines des États-Unis. L'escadron est connu sous le nom de "Marauders" et est basé à la Marine Corps Air Station Iwakuni au Japon. Il relève du commandement du Marine Aircraft Group 12 (MAG-12) et de la 1st Marine Aircraft Wing (1st MAW). 

## Mission
Fournir une expertise, une planification et du matériel de logistique aéronautique au MAG-12 et à ses escadrons d'avions tactiques subordonnés afin de soutenir les contingences opérationnelles, les plans de coopération en matière de sécurité dans le théâtre et les exercices d'entraînement dans la zone de responsabilité du Commandement du Pacifique.

## Historique

### Origine
Activé en tant que Headquarters and Services Squadron 12 (HQSQ-12) le 1er mars 1942, l'escadron a été affecté en mai de la même année à la 1st Marine Aircraft Wing et a été renommé le 1er juillet en tant que Headquarters Squadron 12 (HS-12). Tout au long de la Seconde Guerre mondiale, le HS-12 a été attaché aux 1st Marine Aircraft Wing et 2nd Marine Aircraft Wing et a participé à de nombreuses campagnes dans les îles Salomon du Nord, Leyte, Luçon et le sud des Philippines. Redéployé à Peiping, en Chine, en octobre 1945, il a participé à l'occupation d'après-guerre du nord de la Chine.

### Service
- Guerre de Corée : Bataille du réservoir de Chosin
- Guerre du Vietnam : Opération Earnest Will
- En 1988, l'escadron est redésigné Marine Aviation Logistics Squadron 1é (MALS-12)
- Guerre du Golfe :Opération Bouclier du désert et Opération Tempête du désert